# Need for Speed II
Need for Speed II – gra komputerowa wyprodukowana przez Electronic Arts i wydana w 1997 roku. Sequel wydanej trzy lata wcześniej pierwszej części. Pięć miesięcy po wydaniu zwykłego wydania na komputery Windows pojawiła się wersja na konsole PlayStation oraz edycja specjalna, dostępna wyłącznie na PC. Tutaj użyto silnika firmy DMA Design.

## Rozgrywka
Do dyspozycji graczy zostało oddanych osiem samochodów: Ferrari F50, Ford GT90, Italdesign Cala, Isdera Commendatore 112i, Jaguar XJ220, Lotus Esprit V8, Lotus GT1 oraz McLaren F1, którymi można się było ścigać na sześciu trasach: Mediterranean, Mystic Peaks, North Country, Outback, Pacific Spirit oraz Proving Grounds.
Dzięki rozbudowie modelu fizycznego aut można było ustawić takie parametry jak kąt nachylenia spojlerów, czułość hamulców czy pozycjonowanie skrzyni biegów.
Dodatkowo gracze zyskali możliwość zmiany poziomu trudności oraz gry wieloosobowej (sieciowo oraz na jednym ekranie).
W grze dostępne były trzy rodzaje wyścigów:
- Single Race – zwykły pojedynczy wyścig, gdzie po danej liczbie okrążeń zwycięża pierwszy na mecie.
- Knockout – wyścig, w którym co okrążenie odpada ostatni gracz, zwycięża ostatni, który pozostanie.
- Tournament – turniej złożony z kilku wyścigów, w którym gracze otrzymują odpowiednią liczbę punktów za daną pozycję. Turniej wygrywa gracz, który po zakończeniu zmagań posiada najwięcej punktów.

## Wydanie

### Specjalna edycja
6 listopada 1997 w Ameryce Północnej, a następnie 2 lutego 1998 w Japonii i Europie została wydana edycja specjalna Need for Speed II (ang. Need for Speed II (Special Edition) lub Need for Speed II SE). Edycja specjalna dodaje cztery nowe samochody oraz jedną mapę.
Dodatkowo gra została poprawiona graficznie, niemniej możliwość korzystania z ulepszonej grafiki możliwa była wyłącznie dla posiadaczy akceleratorów 3D Voodoo.

## Odbiór
Gra zebrała mieszane recenzje, krytyk serwisu IGN zwrócił uwagę na niską jakość grafiki, natomiast recenzent GameSpot zauważył kiepskiej jakości trasy i sztywność w prowadzeniu samochodów.